# Riserva regionale Abetina di Laurenzana
La riserva regionale Abetina di Laurenzana è un'area naturale protetta situata nel comune di Laurenzana, in provincia di Potenza. La riserva occupa una superficie di 330 ettari ed è stata istituita nel 1988.

## Territorio e Gestione
L'oasi è gestita dalla provincia di Potenza in collaborazione con il WWF e il comune di Laurenzana.
Si estende in un territorio molto particolare, coperto da un bosco extrazonale ad Abies alba inserito in un paesaggio vegetale che normalmente, viste le altitudini, dovrebbe essere occupato da faggete e cerrete. L'associazione vegetale dell'abetina è classificata come Aquifolium-Fagetum, presentando quindi una elevata diversificazione nelle fitocenosi rispetto alle abetine vere e proprie dell'Italia settentrionale.

## Flora
Il principale elemento floristico della riserva è l'Abies alba, in una varietà locale che si distingue dagli esemplari tipici della specie per aghi più arrotondati e colore più chiaro. Importante è anche la presenza dell'agrifoglio e del cerro, insieme a tutte le altre specie tipiche del bosco mesofilo.

## Fauna
La fauna è caratterizzata dalla presenza del lupo appenninico, del gatto selvatico e della faina tra i predatori. Importanti presenze avifaunistiche sono il picchio nero, il nibbio reale, nibbio bruno, la poiana, la civetta, l'allocco e il gufo comune.